# باول كيلي (مغني)
باول كيلي (بالإنجليزية: Paul Kelly)‏ هو مغني ومغن مؤلف أمريكي، ولد في 19 يونيو 1940 في Overtown (Miami) ‏ في الولايات المتحدة، وتوفي في 4 أكتوبر 2012.

## وصلات خارجية
- بول كيلي على موقع ميوزك برينز (الإنجليزية)
- بول كيلي على موقع ديسكوغز (الإنجليزية)